# Ondrej Šedivý
Ondrej Śedivý (* 30. září 1989, Karviná) je český lední hokejista. Hraje na postu útočníka.

## Hráčská kariéra
- 2007-2008 HC Sareza Ostrava (1. liga), HC Orlová (2. liga)
- 2008-2009 HC Poruba (1. liga)
- 2009/2010 HC Vítkovice Steel ELH, HC Havířov Panthers (1. liga), SK Horácká Slavia Třebíč (1. liga)
- 2010/2011 HC Vítkovice Steel ELH, HC Slovan Ústečtí Lvi (1. liga), HC Olomouc (1. liga)
- 2011/2012 HC Vítkovice Steel ELH, HC Olomouc (1. liga)
- 2012/2013 HC Vítkovice Steel ELH
- 2013/2014 HC Vítkovice Steel ELH, AZ Havířov (1. liga)
- 2014/2015 HC Vítkovice Steel ELH, AZ Havířov (1. liga), Orli Znojmo EBEL
- 2015-2016 Orli Znojmo EBEL
- 2016-2017 HC TWK Innsbruck EBEL
- 2017-2018 HC TWK Innsbruck EBEL
- 2018-2019 HC TWK Innsbruck EBEL
- 2019-2020 HC TWK Innsbruck EBEL
- 2020-2021 HC Frýdek-Místek (1. liga), HC Oceláři Třinec ELH
- 2021-2022 HC Frýdek-Místek (1. liga), HC Oceláři Třinec ELH
- 2022-2023 GKS Tychy (PHL)
- 2023/2024 HC Vítkovice Ridera ELH, HC RT TORAX Poruba 2011 (1. liga)
- 2024/2025 HC RT TORAX Poruba 2011 (1. liga), AZ Heimstaden Havířov (2. liga)